# بشی
بشی (به فرانسوی: Béchy) یک کمون در فرانسه است که در Canton of Pange واقع شده‌است.

## خصوصیات
بشی ۹٫۵۷ کیلومترمربع مساحت و ۵۳۸ نفر جمعیت دارد و ۲۸۰ متر بالاتر از سطح دریا واقع شده‌است.